# 中國LGBT權益
中國LGBT權益講述歷代中國對於LGBT的描述。

## 各時期历史
中國自古就有記載同性戀。根据伦敦大学的一些研究，在1840年受到西方的影响之前，同性恋在中国被视为生活的一个正常的層面。據推測，中国早期的几位皇帝都有同性戀關係和同性伴侶。根据同样的研究，反对同性恋的想法直到19世纪和20世纪通过清末民初的西化運動才在中国站稳脚跟。

### 历史
一些同性相关的故事一直保留到今天， 比如晉獻公（公元前676-651年在位）在对手的宫廷里栽赃一个英俊的年轻人，目的是用这个年轻人的性魅力影响另一个统治者，并给他一些不好的建议。一个典型的故事是彌子瑕和衛靈公的关系。彌子瑕与爱人分享一个特别美味的桃子，後来的作家将其称为「餘桃」。另一个战国时期同性恋的例子是魏安釐王和他的情人龍陽君的故事。

### 漢朝及南北朝
同性恋在汉朝（公元前202年-公元220年）被普遍接受。漢哀帝是中国最著名的从事同性性行为的皇帝之一。历史学家把漢哀帝和他的男情人董賢的关系描述为「斷袖之癖」。有个故事说，一天下午，漢哀帝與董賢在同一张床上睡了一觉后，董賢壓住了皇帝的袖子，皇帝不忍驚醒他，而是剪掉了自己的袖子。董賢以其相对朴素而闻名，与装饰华丽的宫廷形成鲜明对比，作为关系的一部分，董賢被赋予越来越高的职位，并最终在漢哀帝去世时成为軍隊的最高统帅。也正是在这一时期，女性同性恋首先被提及。东汉史学家應邵观察了几名宮女彼此之间形成同性恋的關係，将這種關係稱為「對食」。
刘宋时代（公元420-479年，南北朝時期南朝的第一個朝代）的著作声称同性恋与异性恋一样普遍。据说男人频繁地从事同性性行為，未婚的女人因此嫉妒。
跨性别男性的行为最早在这一时期可见。南朝齐国东阳县的娄逞是最早被记录伪装为异性身份任职的人。他易装为男性，以此成功进入官场，但最终被遣返回乡。史官认为他是人妖。后来一名名为崔惠景的女子尝试模仿之，但没有成功。

### 宋朝
在中国，最早反对男性卖淫的法律可以追溯到宋朝（960-1279年）政和年间（1111-1118年），对男妓处以重打100下和罚款5万现金的处罚。

### 明朝
据信，明朝皇帝朱厚照（1491-1521年）与来自哈密的穆斯林领袖萨伊德·侯赛因有同性恋关系。正德皇帝除了与男性有关系外，还与女性有许多关系。他也尋找了许多官员的女儿。据信，天启帝朱由校有两座私人宫殿，一座为他的女性情人，一座为他的男性情人。在这个时代，女同性恋的性行为隨着約會有着迅速上升的趋势，这种现象全都是以尋歡为名而产生的。这包括但不限于性摩擦、舔阴和相互手淫的行为。
中国的同性恋者没有经历过与中世纪欧洲基督教中的同性恋者相比的迫害，而且在某些地区，特别是在商人阶级中，同性爱情尤其受到赞赏。明末有一种刻板印象，福建省被認為是唯一一个同性恋著名的地方，但谢肇哲（1567-1624）写道：「从江南、浙江到北京和山西，没有人不知道这种爱好。」利玛窦等欧洲耶稣会传教士注意到了他们认为的「非自然的偏差行为」，对其经常開放和公开的性质感到苦恼。历史学家卜正民写道：对性形式的憎恶是双向的，因为「單身的耶穌會傳教士是中国人性投机的丰盛食物」。中国作家通常取笑这些人，坚持认为他们谴责同性恋的唯一原因是因为他们在單身时被迫壓抑性快感。
中国第一部處罰同性性行為的判例是在1546年（嘉靖二十五年）颁布的，列在「鬥毆」門之下。明政府在《大明例附解·附录》中规定：「将肾茎放入人粪门内淫戏，比依秽物灌入人口律，杖一百。」，这一「擬律」（非法律條文）与其说是针对同性性行為，不如说是针对污辱、侵害他人身體的行为。從記載不多的案例來看，明朝的規定主要針對強行雞姦，對和同雞姦很少定罪處刑。到萬曆十三年，重新修例後，這些未載入的比附律條就都廢止。男風在當時是普遍接受和实行的，然而禮教要求男子必須和女人結婚和育有後代。

### 清朝

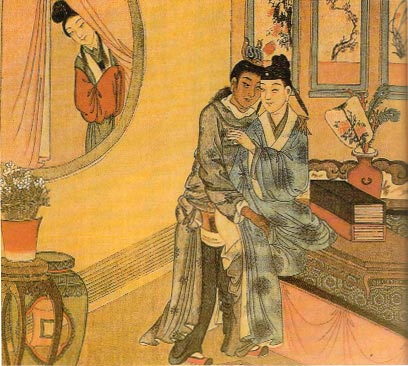
暗中觀察两个男同性恋者的妇女。

到1655年，清廷开始将「鸡奸」一词用于同性肛交。社会开始强调严格遵守社会秩序，这是指夫妻之间的关系。1740年，一项反同性恋法令颁布，《大清律例》提到和同雞姦比照軍民相姦例處置：「如和同雞姦者，照軍民相姦例，枷號一個月，杖一百。」。
不過，就司法審判情況而言，明萬曆至清朝年間的此類案件，其實際案例多涉及發生性關係之後，與對方感情產生嫌隙，所引發的兇殺案。因此如果沒發生會鬧上官府的糾紛行為，和同雞姦其實並不會為官府所關注。據 Matthew. H. Sommer 利用清廷檔案的研究發現，和同雞姦案是在伴隨、牽扯到其他犯罪的情況下連帶判刑，和同雞姦不會單獨成案。
據《內閣題本刑科》，婚姻姦情類中的雞姦案，在乾隆佔55.5%，咸豐、同治、光緒只佔了8.5%，可見自清朝中葉後對於此類案件的處理有趨緩的傾向。
中国最早的有记载的跨性别女性可见于清朝的“熊尔圣案”。在当时，跨装行为不被认可，跨装者中有性别认知不同寻常的人寥寥无几。绝大多数男扮女装者，都被以犯罪者的身份记录下来，他们的男扮女装行为，带有明确的犯罪目的，不仅包括诈骗钱财，还包括奸淫妇女等等。 清中叶以后，一旦地方寻获男扮女装者，按惯例需究明是否有作奸犯科之事，并依照“左道惑众”之律，予以惩戒。
熊尔圣，原籍常德府武陵县，他“至二十六七岁，蓄发穿耳缠足，改妆为女”。其弟熊尔谅为其保守秘密，因其弟欲占其财产，他以“弟占姊产”控告于官府，而经其弟指证，他原是男身，乾隆九年被捕，年龄已至六十余岁，定居二十一年。熊氏男扮女装生活了近四十年的秘密告破。与上述男扮女装者不同的是，熊尔圣“邻里相安无事，并未作奸犯科，无奸污妇女、诈骗钱财情节，煽惑人心之举“。他成为了一名女性长者，有一定社会地位和房屋田地。另外，“男扮女装”案在当时律无明文。即使这样，他仍然被认作“奸民”，作有罪推定。最后乾隆皇帝定夺此事，熊尔圣被处以薙髮，流放黑龙江。
“男扮女装即为奸民”的牢固认知，决定了无论是否别有犯罪情节，认知上的“跨性别者”一旦败露同样要面临惩处。 与那些假借男扮女装而行不法之事之人相比，“跨性别者”并不会被区别对待。

### 中華民國
1912年，辛亥革命推翻了清朝，在制定的新刑法中承續1903年《大清刑律草案》的意見「至雞姦一項，自唐迄明均無明文」，不將同性性行為入姦罪，亦不科處刑罰。民国初年在西方性學被翻译和传入的影響下，對於男女同性恋有着异质性和不容忍性的想法變得更加主流。
2019年5月17日，《司法院釋字第七四八號解釋施行法》三讀通過，5月22日經總統蔡英文公布，於5月24日生效，使中華民國成為亞洲第一個全國性承認同性婚姻的國家。

## 內部連結
- 中國同性戀史

## 資料來源
1. ↑  Passions of the Cut Sleeve: The Male Homosexual Tradition in China by Bret Hinsch; Review by: Frank Dikötter. Bulletin of the School of Oriental and African Studies, University of London, Vol. 55, No. 1(1992), Cambridge University Press, p. 170
2. 1 2  Hinsch, Bret.  (1990).  Passions of the Cut Sleeve.  University of California Press.  p. 56
3. ↑  Hinsch, Bret.  (1990). Passions of the Cut Sleeve.  University of California Press.  pp. 35–36.
4. 1 2  Kang, Wenqing. Obsession: male same-sex relations in China, 1900-1950, Hong Kong University Press. Page 3
5. ↑  指《戰國策·秦策一》：（晉獻公）又欲伐虞，而憚宮之奇存。荀息曰：“《周書》有言：‘美男破老’。”乃遣之美男，教子（指虞公）惡宮之奇。宮之奇以諫而不聽，遂亡。
6. ↑  Hinsch, Bret.  (1990).  Passions of the Cut Sleeve. University of California Press. p. 31.
7. ↑  Hinsch, Bret. (1990). Passions of the Cut Sleeve. University of California Press. p. 32.
8. ↑  Hinsch, Bret.  (1990).  Passions of the Cut Sleeve.  University of California Press.  p.46
9. 1 2 3 4
10. ↑  《南史》：南齐东阳女子娄逞，变服诈为丈夫。粗会棋博，解文义。游公卿门。仕至扬州从事而事泄。明帝令东还，始作妇人服。叹曰：“有如此伎，还为老妪，岂不惜哉。”史臣曰：“此人妖也。阴为阳，事不可。”后崔惠景举事不成应之。
11. 1 2  Sommer, Matthew. . Stanford University Press. 2000: 413  [2019-06-17]. ISBN 0-8047-3695-2. （原始内容存档于2020-09-07）.
12. ↑  Brook, 232.
13. ↑  Brook, 231.
14. ↑  Li, Yinhe. (1992). Their World: a Study of Homosexuality in China. Shanxi People’s Press.
15. 1 2  郭曉飛. . 2006.
16. ↑  范育菁.  (PDF). 政治大學歷史碩士論文. 2010  [2020-10-19]. （原始内容存档 (PDF)于2016-06-02）.
17. ↑  卓惠芬.  (PDF). 東海大學歷史碩士論文. 2004  [2020-10-19]. （原始内容存档 (PDF)于2020-10-20）. 關於案件內容方面，則可分成兩方面來看，一是屬於「強行雞姦」案，計有六件，這種案件多半是面對同性的雞姦，男性採取回絕的態度所引起的鬥毆案；另一為「和同雞姦」案，計有十八件，主要是同性和姦所引起的，根據清律的規定，這些和同雞姦者，需依「軍民相姦例」，處枷號一個月，杖一百的刑責，但若是案中的當事人未提出控告，官方也亦無強制處分之必要，因此檔案裡就未見到純粹是對和同雞姦所判刑的案例。全是男子雙方在發生和姦行為之後，與對方感情產生嫌隙，所引發的兇殺案件。
18. ↑  Matthew Harvey Sommer. . 2000: 116  [2020-10-19]. （原始内容存档于2020-11-04）. Futhermore, in the Qing archives I have yet to find a single case of consensual sodomy being punished in the absence of other, more serious crimes.
19. ↑  余俊鋒. . 史轍. 2016  [2023-10-26]. （原始内容存档于2023-10-26）.
20. ↑  陳熙遠; 邱澎生. . 聯經. 2009: 206  [2020-10-19]. （原始内容存档于2020-11-04）.
21. ↑  乾隆皇帝硃批：“此人罪当不至死，但不可仍留本地，薙其发解部发黑龙江可也。” ——“奏为拿获安福县奸民熊尔圣等员事”，乾隆九年七月初九日
22. ↑  . mingching.sinica.edu.tw.   [2023-12-04]. （原始内容存档于2023-12-04）.
23. ↑  . xuebao.hebtu.edu.cn.   [2023-12-04]. （原始内容存档于2023-10-25）.
24. ↑  International Lesbian, Gay, Bisexual, Trans and Intersex Association.  (PDF). ILGA. 2014.[]
25. ↑  . From the early 1920s to the early 1930s, translators of Western sexology were divided between those who pathologized homosexuals for their social immorality and those who praised same-sex love as the foundation for a human utopia.……As the Japanese invasion deepened the national crisis from the late 1930s on, these conservative writers continued to blame men who had sex with other men for the misfortunes of the nation, and progressive literary writers also made an effort to erase the history of male same-sex relations in the Peking opera eld.
26. ↑  桑梓蘭. . 臺灣大學出版中心. 2014: 109–133  [2015-10-13]. （原始内容存档于2016-03-04）.
27. ↑  . ABC News (Australian Broadcasting Corporation). 2019-05-17  [2019-05-20]. （原始内容存档于2019-05-28） （澳大利亚英语）.